# Édit de Châteaubriant

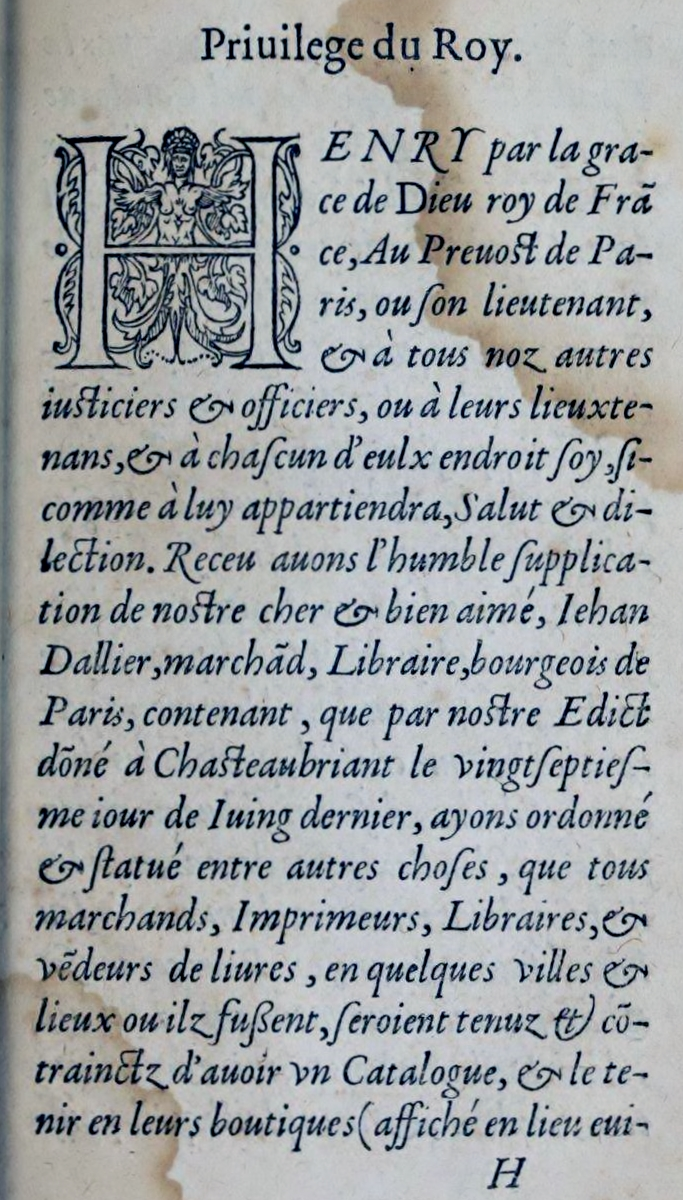
Privilège d'Henri II pour l'édition de 1556 du catalogue des livres censurés, avec la mention de l'édit.

L'édit de Châteaubriant est un édit royal promulgué par Henri II le 27 juin 1551 destiné à contrôler la production de l'imprimé et la circulation des idées. Cette initiative s'inscrit dans la lutte contre la prolifération des écrits calvinistes mais la portée en est générale. L'acte réorganise et systématise des mesures antérieures, comme la mention obligatoire du nom de l'imprimeur, de l'auteur, de l'autorisation de publier et de la date sur les livres. La production, la vente ou la détention d'ouvrages interdits est punie de mort. Chaque librairie doit détenir le Catalogue des livres censurez établi par la faculté de théologie de la Sorbonne.